# دانيال ريبيرو
دانيال ريبيرو (بالبرتغالية: Daniel Ribeiro‏) هو كاتب سيناريو ومخرج برازيلي، ولد في 20 مايو 1982 في ساو باولو في البرازيل.

## وصلات خارجية
- دانيال ريبيرو على موقع IMDb (الإنجليزية)
- دانيال ريبيرو على موقع ألو سيني (الفرنسية)
- دانيال ريبيرو على موقع أول موفي (الإنجليزية)
- دانيال ريبيرو على موقع قاعدة بيانات الأفلام السويدية (السويدية)
- دانيال ريبيرو على موقع قاعدة بيانات الفيلم (الإنجليزية)
- دانيال ريبيرو على موقع كينوبويسك (الروسية)